# ネコノミクス
ネコノミクスとは、日本での平成期に入ってからの猫ブームを「アベノミクス」になぞらえた新造語、流行語。2015年頃から使われ始めた。

## 概要

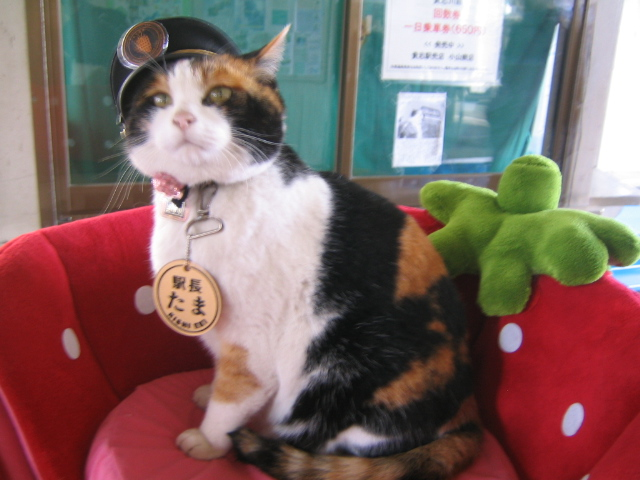
平成の猫ブームの火付け役といわれる和歌山電鐵貴志駅のたま駅長（初代）

2010年代に入り、日本では空前の猫ブームが巻き起こった。火付け役は和歌山電鐵貴志駅の名物三毛猫、たま駅長といわれ、その経済効果だけで年間11億円にも上った。2012年から2016年の4年間で飼い猫の頭数が30万匹増え987万匹となり、近いうちに飼い犬の頭数を抜くだろうと予測されて、猫の特集本や猫グッズの売上など、その経済効果は関西大学の宮本勝浩名誉教授により2015年（平成27年）で2兆3162億円とも試算され2020年の東京五輪がもたらす経済効果より大きく、こうした風潮をエコノミクスになぞらえ「ネコノミクス」という言葉がマスメディアを中心に使われ始めた。2月22日の「猫の日」には「猫のまち」として知られる広島県尾道市をはじめ、全国で様々なイベントが好評を博した。猫に関するSNSサイトなどの急増もブームを後押しした。
なお、ペットフード協会発表の2015年度の飼育実態調査では、猫が約987万4000匹に対し、犬が約991万7000頭でこの数字は近いうちに逆転されるだろうと予想されている。餌代などの飼育費用は約1兆1020億円とされる。また、観光への経済効果は40億円と試算されている。

## 猫ブームの背景
こうした猫ブームの背景にあるのは、高齢者や一人暮らし世帯が増えたため、散歩などの世話のかかる犬よりも猫に人気が移行し始めたためと推測されている。猫と暮らす「猫男子」という言葉も登場した。

## 猫をテーマにした作品と商品

### 本・雑誌
猫の写真集や飼育のノウハウ書、飼い主のエッセイなどが人気化し、女性週刊誌『an.an』が猫の特集を組んだり、『女性自身』をもじった『ねこ自身』と銘打ったムック本が発売約1か月半で累計92,000部のヒットを記録したりした。このほか『ねこ』『猫びより』『猫ぐらし』などの専門誌などが刊行され、神保町のある書店では猫専門のコーナーを設けたところ売上が前年度対比で3倍を記録するなどした。

### 映画
映画界では『猫侍 南の島へ行く』『猫なんかよんでもこない。』をはじめ、2016年5月には『世界から猫が消えたなら』が公開されるなど映像の世界でも猫ブームの現象が顕著となった。

### テレビ
動物写真家の岩合光昭が世界の猫を取材した『岩合光昭の世界ネコ歩き』(NHK BSプレミアム）が2013年からレギュラー放送され、岩合の撮影した猫の写真集の売れ行きや猫の写真展の来場者も増えている。

### CM
猫を使ったCMも2015年からの1年だけで1.5倍に増えた。

### 猫グッズ
猫グッズの売り上げも好調で猫タレントも登場した。福岡県大川市は、地場産業である家具の技術力を宣伝するため、超小型のソファなどを製作して、そこに猫が寝そべる動画をインターネットで公開したところ、国内外から問い合わせが寄せられた。その後、実際に猫用家具の受注を始めた。

### ゲーム
スマホゲーム『ねこあつめ』は1000万ダウンロードを記録した。